# Abjektion
Abjektion är ett filosofiskt begrepp skapat av Julia Kristeva, med en ungefärlig betydelse av förnedring eller känsla av uselhet. Begreppet används bland annat inom feministisk forskning, där det bland annat syftar på gränsen mellan 'jaget' och 'främlingen' i oss (det udda eller "den Andre").

## Allmänt
Som Kristeva beskriver det i Pouvoirs de l'horreur handlar abjektion om spädbarnets separation från modern, det vill säga skapandet av 'jaget' och den egna identiteten. Hon beskriver det som "je m 'expulse, je me crache, je m 'abjecte dans le même mouvement par lequel 'je' pretends me poser", med översättningen "jag stöter ut mig, jag spottar ut mig, jag abjekterar mig i den rörelse genom vilken 'jag' upprättar mig". Konceptet abjektion innebär det mellanting eller rum som uppstår mellan separationen av 'jaget' och allt annat – både i materia och mentalt.
Toril Moi beskriver det lämpligt som ett "symptom av att vara på gränsen, nästan som i en psykos, där 'jaget' är otydligt samtidigt som 'jaget' ännu inte är." Detta diffusa koncept är å ena sidan omöjligt att tyda eller definiera, för att inte tala om att beforska. Å andra sidan är det en väsentlig nyckel till ett flertal forskningsfrågor, eftersom det är fullkomligt subjektivt och särskilt kan användas och används i en feministisk kontext. På så vis har termen fått betydelse i diskussioner om bland annat främlingsfientlighet ur ett feministiskt perspektiv.
Med abjektion syftar Kristeva även på den "ångest", som hon beskriver som irrationell rädsla utan grund, en som uppstår som en reaktion gentemot främlingar och det främmande. I Étrangers à nous-mêmes tar hon den ångest som en infödd kan känna inför en utlänning eller invandrare i ens omgivning, när den infödda reagerar på sin egen "ofullständighet" som tar sig i uttryck av xenofobi gentemot utlänningen.

### Kritik
Teorin bakom abjektion har ansetts kontroversiell, i enlighet med Kristevas stil överlag. Bland andra kritiserar Jacqueline Rose Kristeva för hennes paradoxala "pre-oidipala" moder i Pouvoirs de l'horreur. Enligt Rose presenterar Kristevas teori ett dilemma som uppstår då hon försöker bryta med "feminina" normer för att sedan visa sig vara fullkomligt förankrad i "feminina stereotypier".

### Abjekt i konsten
Konstnären Eva Löfdahl har arbetat i närhet till Kristevas teori om abjektet, som förstås som varken ett subjekt eller objekt utan något som inte enkelt kan fångas in och dissekeras. Konstverken i denna anda har en medveten otydlighet. Detta gör det svårt att bestämma, kategorisera eller analysera hennes verk, vilket oroar betraktaren.

### Abjekt i forskning om jämställdhetsfrågor
Genusvetaren Fredrik Bondestam hänvisade 2004 till Kristevas teorier om abjektet i sin avhandling "En önskan att skriva abjektet: analyser av akademisk jämställdhet", där han utmanar jämställdhetsarbetets betydelse och problematiken med "olikhetens paradox". Han har återkommit till denna paradox, där ett normativt "vi" skapar ett dialektiskt "dom". Detta legitimerar förutsättningar för att arbeta för jämställdhet och är samtidigt ett betydelsefullt skäl till varför jämställdhet inte uppnås.